# Strage del collegino di Sesto Fiorentino
La strage del collegino di Sesto Fiorentino è stato un fatto di guerra avvenuto nell'allora frazione di Colonnata l'8 febbraio 1944, del quale furono vittime 23 bambini e un giovane chierico, colpiti da una serie di bombe lanciate da aerei delle truppe alleate in circostanze mai chiarite.

## Fatti
Il "Collegino San Pietro" era nato nel 1943 per opera della marchesa Maria Teresa Pacelli Gerini (cugina di papa Pio XII) che aveva messo a disposizione alcuni locali della propria villa per ospitare alcuni piccoli di famiglie indigenti a causa della guerra. Dopo un ammodernamento per accogliere i bambini, la casa fu inaugurata il 21 novembre 1943. La cura del piccolo collegio fu affidata alla Congregazione di Don Orione e il sostentamento dei giovani ospiti era assicurato, oltre che dalla nobildonna, da altri benefattori locali. Vi furono ammessi circa trenta ragazzi dai 6 ai 12 anni, il più piccolo, Alduccio Coletti di cinque anni e mezzo, era figlio di profughi tunisini.
Nei mesi successivi, il collegino era diventato anche luogo di sostegno verso i soldati in fuga, e appoggio della Resistenza locale, in particolare dei partigiani della Calvana.
Restò in attività cinque mesi, da settembre 1943 a febbraio 1944, quando avvenne la strage.

### La strage
La mattina dell'8 febbraio 1944, poco prima delle undici, suonò l'allarme aereo nella zona di Firenze. A quell'ora i bambini si trovavano in una scuola della vicina frazione di Quinto e un giovane chierico, il ventunenne Teofilo Tezze, si preoccupò di andare a prendere i piccoli. Mentre il gruppetto si trovava poco dopo alla cancellata della sede della Richard-Ginori, in via delle Porcellane, alle 11:20 una squadriglia di aerei alleati sganciò alcune bombe, che si insinuarono proprio tra il muro perimetrale della Vecchia Doccia e il parco della villa del collegino, centrando in pieno i bambini e il chierico in fuga. Inspiegabilmente il gruppo si stava dirigendo verso via delle Porcellane anziché nella direzione contraria o verso il rifugio della manifattura. La deflagrazione fu talmente violenta da essere vista e udita da Campi Bisenzio.
Si salvò solo un bambino del gruppetto, Dino Banchelli, fermatosi poco prima per allacciarsi una scarpa prestatagli da un altro bambino, e rimasto indietro quel tanto necessario a salvarsi la vita. Dei ventitré bambini soltanto due erano ancora vivi dopo la deflagrazione: Marcello Ragionieri e Luciano Toccafondi. Il primo era stato ferito da una scheggia all'intestino, e morì poco dopo per una peritonite. Il secondo, gravemente ferito in più punti, ebbe solo le forze per dire all'accorso padre Ezio di avere sete. Un'altra bambina, Annamaria Bianchini, si salvò poiché era restata a casa per un'influenza. Il recupero dei resti, affidato ai pompieri della Richard-Ginori, durò quattro giorni: di tre bambini non fu trovato nulla e il riconoscimento delle identità fu estremamente difficile.
Sulle ragioni del bombardamento non è mai stata fatta piena luce. La prima versione fu che gli alleati volevano bombardare la manifattura di Doccia, sede del locale comando nazista. Secondo altri si trattava invece di uno scarico di bombe per alleggerire i velivoli in fase di sorvolo.
Il funerale delle 24 vittime si svolse il 13 febbraio nella chiesa di San Romolo a Colonnata.

### Vittime
- Giacomo Arrighetti, anni 10, di Firenze
- Gaetano Balsamo, anni 11, di Grottaglie
- Littorio Barinci, anni 10, di Sesto Fiorentino
- Romano Baroni, anni 8, di Livorno
- Valdemaro Maestrucci Bellandi, anni 8, di Firenze
- Oscar Bellò, anni 9, di Annij Cron
- Brunellesco Cantini, anni 10, di Firenze
- Fabio Capaccioli, anni 11, di Firenze
- Marcello Cappellini, anni 11, di Firenze
- Aldo Colletti, anni 7, di Tunisi
- Romano Innocenti, anni 9, di Calenzano
- Piero Marconi, anni 10, di Sesto Fiorentino
- Silvano Mazzanti, anni 10, di Sesto Fiorentino
- Piero Moretti, anni 9, di Firenze
- Raffaello Oleandro, anni 10, di Palermo
- Gino Orvieto, anni 11, di Firenze
- Giuseppe Parigi, anni 8, di Firenze
- Marcello Ragionieri, anni 12, di Sesto Fiorentino
- Remo Tani, anni 12, di Torino
- Romano Tarli, anni 9, di Firenze
- Teofilo Tezze (il chierico accompagnatore), anni 21, di Montecchio Maggiore
- Athos Toccafondi, anni 11, di Firenze
- Luciano Toccafondi, anni 9, di Firenze
- Simone Vanella, anni 9, di Trapani

I corpi delle vittime sono tumulati in un monumento-sacrario nel Cimitero Maggiore di Sesto Fiorentino, realizzato dallo scultore locale Delio Granchi nel 1954 e ristrutturato da lui stesso trenta anni dopo.